# ルシダリウス
『ルシダリウス』(Lucidarius) は、匿名の作者によって書かれた中世の書物である。ドイツ語で書かれた初のスンマ（大全）であり、1190年から1195年頃に執筆された。種々の情報源に基づいているが、主にホノリウス・アウグストドゥネンシス（オータンのホノリウス）の『エルキダリウム』(Elucidarium) および彼のその他のテクストを基としている。その他の情報源としてはコンシュのギヨームの『宇宙の哲学』(De philosophia mundi) やドイツのルペルトゥスの『聖務について』(De divinis officiis) が含まれる。ドイツでは66冊の部分的または完全な写本と85冊の印刷本が残されている。ドイツ語で書き起こされた初の散文作品であるという主張もある。
一般信徒向けに当時の宗教的信条や一般知識を紹介したもので、3冊に分割されていた。第1の書では、天地創造についての記述と、アジア・アフリカ・ヨーロッパの三つの部分に分かたれた世界についての記述がなされている。第2の書では、キリスト教と典礼に焦点が当てられている。最後となる第3の書では、死後の世界と最後の審判が中心に置かれている。
テクストの序文は韻文形式、本文は散文形式となっており、先生と生徒との間の対話の形式で書かれている。写本によっては、序文が散文形式でかつ別の内容が書かれているものがあり、このテクストがハインリヒ獅子公の衝動の下ブラウンシュヴァイクで生み出されたものであると主張する、おそらく時代的には少し後の方であろうと考えられているバージョンもある。

## 受容史
この書物は後のバージョンでも改作と拡張が続けられたが、概して一般知識により重点が置かれるようになり、宗教的側面にはあまり重点が置かれないようになった。1534年頃にシュトラスブルクで作成された印刷版は特にプロテスタント向けとなっており、セバスティアン・フランクの『世界の書』（Weltbuch, 1534年）からの情報を用いている。さらに後の印刷版で、主にフランクフルトで作成されたものでは、この例に倣い、より多くの図版や情報が追加されている。その一部は最初のファウスト本である『ヨーハン・ファウスト博士の物語』でも使用されている。
『ルシダリウス』およびその基となった『エルキダリウム』は中世の間人気があり、『エルキダリウム』はフランス語、プロヴァンス語、英語（古英語）、アイスランド語（古ノルド語）、ドイツ語、オランダ語など多数の言語に翻訳され、『ルシダリウス』もまたデンマーク語、チェコ語、オランダ語、クロアチア語、ロシア語に翻訳された。ラテン語版『エルキダリウム』からドイツ語版『ルシダリウス』への場合がそうであったように、厳密な翻訳ではなく、内容が取捨選択されたり増補されたりすることもあった。

### 印刷版
知られている最初の印刷版は、1479年にアウクスブルクで Anton Sorg  (wikidata) によって出版された。同年、アウクスブルクの印刷業者 Johann Bämler も、この本を少し異なる版で印刷し、これがその後数十年間のほとんどの再版の元となった。この本はアウグスブルクで再版され続けたが、1480年代にはシュトラスブルクで、1490年代からはロイトリンゲン、シュパイアー、ウルムでさらなる再版が行われるようになった。
- 1479: Augsburg, Anton Sorg (March, reprint 1480, 1482, 1483, 1486) and Johann Bämler (May)
- 1481:[11] Strassburg, Martin Schott (reprint 1483 and 1485); Augsburg, Hermann Kästlin
- 1482: Strassburg, Heinrich Knoblochtzer and Johann Prüss; Augsburg, Johann Schönsperger (reprint 1484, 1488, 1491, 1494)
- 1485: Lübeck, Matthaeus Brandis
- 1488: Augsburg, Johann Schobsser
- 1491: Reutlingen, Michael Greyff
- 1493: Ulm, Johann Zainer
- 1494: Ulm, Conrad Dinckmut
- 1496: Ulm, Johann Zainer the Younger (reprint 1498)
- 1497: Speyer, Conrad Hist
- 1498: Pilsen, Mikuláš Bakalář (Czech version)
- 1499: Strassburg, Matthias Hupfuff (reprint 1506, 1511 and 1514)
- 1503: Bartholomäus Kistler

## 刊本
- Dagmar Gottschall, Georg Steer (Hrsg.): Der deutsche Lucidarius, Teil 1. Kritischer Text nach den Handschriften (= Texte und Textgeschichte. Band 35). Tübingen 1994, ISBN 3-484-36035-6.
- Felix Heidlauf (Hrsg.): Lucidarius. Aus der Berliner Handschrift (= Deutsche Texte des Mittelalters. Band 28). Berlin 1915; Nachdruck Dublin/Zürich 1970.
- Appollonius von Tyrus, 1975, Nachdruck der Ausgabe Augsburg 1471 und 1516, ISBN 3-487-05089-7

## 二次文献
- Karl Schorbach: Studien über das deutsche Volksbuch Lucidarius und seine Bearbeitungen in fremden Sprachen, (= Quellen und Forschungen zur Sprach- und Culturgeschichte der germanischen Völker; Band 74), Straßburg 1894.
- Georg Steer: Lucidarius. In: Verfasserlexikon. 2. Auflage. Band 5, 1985, Sp. 939–947.
- Marlies Hamm: Der deutsche Lucidarius, Teil 3. Kommentar, (= Texte und Textgeschichte; Band 37), Tübingen 2002 ISBN 3-484-36037-2
- Günther Glogner: Der mittelhochdeutsche Lucidarius eine mittelalterliche Summa (Forschungen zur deutschen Sprache und Dichtung. Heft 8). (Dissertation) Münster in Westfalen 1937.

### 表記
1. ↑  「スンマ」については以下の文献を参照：「スンマ」『ブリタニカ国際大百科事典』。コトバンクより2022年6月11日閲覧。
2. ↑  「ホノリウス・アウグストドゥネンシス（オータンのホノリウス）」の表記は以下の文献にみられる：上智大学中世思想研究所（編訳・監修）「不可避なこと ホノリウス・アウグストドゥネンシス著」『中世思想原典集成 7 前期スコラ学』平凡社、1996年。ISBN 4582734170。；アリスター・E.マクグラス（編）、古屋安雄（監訳）「4.21 オータンのホノリウス――受肉の原因について」『キリスト教神学資料集 上』キリスト新聞社、2007年。ISBN 9784873954875。
3. ↑  「エルキダリウム」の表記は以下の文献にみられる：松村剛 (2021年4月28日). “中世フランス語版『リュシデール』の言語地理学的・文献学的語彙研究 (KAKENHI-PROJECT-21K00410)”. KAKEN 科学研究費助成事業データベース. 2022年6月11日閲覧。
4. ↑  「コンシュのギヨーム」「宇宙の哲学」の表記は以下の文献にみられる：上智大学中世思想研究所（編訳・監修）「宇宙の哲学 コンシュのギヨーム著」『中世思想原典集成 8 シャルトル学派』平凡社、2002年。ISBN 4582734189。
5. ↑  「ドイツのルペルトゥス」「聖務について」の表記は以下の文献にみられる：上智大学中世思想研究所（編訳・監修）「ヨハネ福音書註解 ドイツのルペルトゥス著」『中世思想原典集成 10 修道院神学』平凡社、1997年。ISBN 4582734200。；“教皇ベネディクト十六世の204回目の一般謁見演説 ドイツのルペルトゥス”.   カトリック中央協議会 (2009年12月9日). 2022年6月11日閲覧。
6. ↑  「セバスティアン・フランク」「世界の書」の表記は以下の文献にみられる：中井, 章子「パラドクスとしての福音 : セバスティアン・フランク『パラドクサ』をめぐって」『青山學院女子短期大學紀要』第66巻、2012年12月、27-38頁、doi:10.34321/12920、ISSN 0385-6801、NAID 120005433720。；安酸, 敏眞「セバスティアン・フランクについて」『聖学院大学論叢』第13巻第2号、聖学院大学、2001年2月、187-204頁、ISSN 0915-2539、NAID 110007577382。
7. ↑  「ヨーハン・ファウスト博士の物語」の表記は以下の文献にみられる：田中, 李奈「民衆本『ヨーハン・ファウスト博士の物語』とゲーテの『ファウスト』における悪魔」『Stufe』第39号、上智大学大学院STUFE刊行委員会、2020年12月31日、27-39頁、ISSN 02852551、NAID 120006954984。
8. ↑  「ザイフリート・ヘルブリング」の表記は以下の文献にみられる：平尾, 浩三『ザイフリート・ヘルブリング 中世ウィーンの覇者と騎士たち』郁文堂、1990年。ISBN 4261071770。